# Управа града Београда (1929—1941)
Управа града Београда је назив за административно подручје Краљевине Југославије (1929—1941) и Србије под немачком окупацијом (1941).

## Историја
Поделом Краљевине Југославије на бановине 1929. године, формирана је засебна административно-територијална јединица под називом „Управа града Београда”, која је обухаватала град Београд са ближом околином, укључујући Земун и Панчево. Ова територија је била у потпуности окружена Дунавском бановином, која је имала управно седиште у Новом Саду. У време Другог светског рата, 1941. године, Управа града Београда је наставила да постоји као административно-територијална јединица Србије под немачком окупацијом, све док крајем 1941. није успостављена нова територијална подела Србије на округе, када и Управа града Београда престаје да постоји у административно-територијалном смислу.

## Демографија
| православна       | 209.449 |
| римокатоличка     | 56.776  |
| евангелистичке    | 7.395   |
| остале хришћанске | 2.041   |
| исламска          | 3.821   |
| без конфесије     | 9.456   |
| УКУПНО            | 288.938 |